# Rökkurró
Rökkurró är ett isländskt indiefolk-band. Bandet består av Árni, Björn, Hildur, Ingibjörg, och Axel.

## Diskografi
- Það kólnar í kvöld... (2007)
- Í annan heim (2010)
- Innra (2014)